# Paroecobius wilmotae
Paroecobius wilmotae is een spinnensoort in de taxonomische indeling van de spiraalspinnen (Oecobiidae).
Het dier behoort tot het geslacht Paroecobius. De wetenschappelijke naam van de soort werd voor het eerst geldig gepubliceerd in 1981 door Lamoral.